# جرف الأذن (بدبدة)

تعديل مصدري - تعديل

جرف الأذن هي إحدى قرى عزلة اهل علي بمديرية بدبدة التابعة لمحافظة مأرب، بلغ تعداد سكانها 121 نسمة حسب تعداد اليمن لعام 2004.